# Joachim Bøhler
Joachim Bøhler (* 19. Juli 1980 in Oslo) ist ein ehemaliger norwegischer Radrennfahrer.

## Karriere
Joachim Bøhler begann seine Karriere 2003 bei dem Radsportteam Ringerike. Dort gewann er jeweils eine Etappe beim Sykkelfestival Kristiansan und beim Roserittet DNV Grand Prix. Ab 2005 fuhr er für das norwegische Continental Team Joker-Bianchi. In der Saison 2007 wurde er norwegischer Meister im Kriterium. Ein Jahr später entschied Bøhler jeweils eine Etappe der Olympia’s Tour sowie des Ringerike Grand Prix für sich.

## Erfolge
2007
- Norwegischer Meister – Kriterium

2008
- eine Etappe Olympia’s Tour
- eine Etappe Ringerike Grand Prix

## Teams
- 2003 Ringerike (ab 23. Mai)
- 2005 Maxbo Bianchi
- 2006 Maxbo Bianchi
- 2007 Maxbo Bianchi
- 2008 Joker-Bianchi